# David Bajev
David Albertovitj Bajev (ryska: Давид Альбертович Баев), född 7 november 1997 i Vladikavkaz, är en rysk brottare som tävlar i fristil.

## Karriär
Vid EM 2025 i Bratislava tog Bajev guld i 70 kg-klassen efter att ha besegrat armeniske Arman Andreasian i finalen.